# Notopteris
Notopteris is een geslacht van vleermuizen uit de familie der vleerhonden (Pteropodidae) dat voorkomt in Fiji, Vanuatu en Nieuw-Caledonië.

## Beschrijving
Notopteris-soorten zijn kleine, kakikleurige vleermuizen met een lange bek, een zeer lange staart, en vleugels die elkaar op het midden van de rug raken. Ze zijn het enige geslacht met een zeer lange staart die niet in het staartmembraan (uropatagium) is opgenomen. Het oor bevat een kleine tragus. Beide soorten eten nectar en slapen in grotten.

## Taxonomie
Het geslacht Notopteris wordt tot de onderfamilie Notopterisinae gerekend.

### Soorten
Er zijn twee soorten:
- Notopteris macdonaldi (Fiji en Vanuatu)
- Notopteris neocaledonica (Nieuw-Caledonië)